# Seznam osebnosti iz Občine Vojnik
Seznam osebnosti iz občine Vojnik vključuje osebe, ki so se tu rodile, delovale ali umrle. 

## Šolstvo
- Radoslav Škoflek,  učitelj in narodni delavec (1840, Nova Cerkev – 1907, Vojnik)
- Anton Dokler, profesor (1871, Višnja vas – 1943, Kamnik): Grško-slovenski slovar.
- Karel Kožuh, profesor (1908, Kladnart – 1991, Vojnik)

## Religija
- Andrej Trobiš, duhovnik (1798, Konjsko – 1870, Teharje)
- Vinko Kraljič, duhovnik, skladatelj, kaplan (1934, Vizore).

## Politika
- Jože Jošt, politik in župan (1912, Vojnik – 1988, Celje). V Vojniku je bil predsednik občinskega odbora v Vojniku, predsednik občinskega odbora v Celju.

## Kultura
- Lovro Stepišnik, narodni buditelj (1834, Arclin – 1912, Slovenska Bistrica)

## Pravo
- Ciril Žižek, pravnik in turistični delavec (1890, Vojnik – 1974, Nova Gorica)
- Silva Exel Škerlak, ekonomistka in pravnica (1906, Vojnik – 1987, Kanada)

## Umetnost
- Elda Piščanec, slikarka (1897, Trst – 1967, Vine, občina Vojnik)
- Konrad Skaza, slikar in kipar (1866, Vojnik – 1924)
- Doroteja Hauser, slikarka (1877, Gradec – 1946 ,  Vojnik)
- Ivan Šopar, skladatelj in organist (1888, Dol pri Hrastniku – 1973, Vojnik)
- Jože Žlaus, glasbenik, umetnik, ilustrator (1953, Globoče).

## Književnost
- Anton Brezovnik, mladinski pisatelj, šolnik in politik (1853, Slovenj Gradec – 1923, Vojnik)
- Igo Kaš, pisatelj (1853, Vojnik – 1910, Spodnja Avstrija)
- Janko Pukmeister, pesnik in pisatelj (1837, Vojnik – 1862, Laško)
- Gašper Rupnik, pisatelj in duhovnik (1837, Vojnik – 1862, Laško)
- Ernest Tiran, pisatelj in šolnik (1899, Ljubljana – 1966, Vojnik)
- Igo Kaš, pisatelj in častnik (1853, Vojnik – 1910, Spodnja Avstrija)
- Anton Novačan, pisatelj, pesnik, dramatik, politik in diplomant (1887, Zadobrova pri Celju – 1951, Argentina). Pokopan v Vojniku.
- Josip Brinar, pisatelj, učitelj (1874, Hrastnik – 1959 , Celje). Služboval v Vojniku (pisal za učiteljski list Popotnik).

## Humanistika
- Just Piščanec, publicist in carinski strokovnjak (1865, Trst – 1932, Vine)
- Janez Sigismund Valentin Popovič, jezikoslovec in naravoslovec (1705, Arclin – 1774, Avstrija)
- Anton Bezenšek, jezikoslovec, šolnik in stenograf (1854, Bezenškovo Bukovje – 1915 , Bolgarija)
- Rajko Vrečer, zgodovinar, pisatelj, zbiratelj gradiva (1875, Teharje) – 1962, Žalec. Služboval v Vojniku.

## Znanost
- Franc Goričan, agronom (1896, Višnja vas – 1951, Celje)

## Zdravstvo
- Karel Henn, zdravnik (1809, Frankolovo – 1877, Vojnik)
- Maks Samec, zdravnik (1844, Arclin – 1889, Kamnik)
- Vladimir Brezovnik, zdravnik in pisatelj (1888, Vojnik – 1954, Kamnik)
- Karl Friedrich Henn, zdraviliški zdravnik, bivši župan občine Vojnik (1809, Frankolovo – , 1877 Rimske Toplice). Deloval na Dobrni in v Novi Cerkvi. Odkril je mineralni vrelec v Radencih.
- Roman Alexander Henn, ustanovitelj in vodja zdravilišča Radenc, župan občine Vojnik (1844, Dobrna – 1925, Vojnik).

## Osebnosti od drugod
- Elija Gregorič, vojaški poveljnik (1523, Karlovec, Hrvaška – 1574 , Zagreb, Hrvaška)
- Ivan Prekoršek, učitelj in politik (1883, Prekorje)
- Mihael Napotnik, duhovnik, škof, govornik in pisatelj (1850, Tepanje – 1922, Maribor)
- Ferdinand Stuflesser, slikar in kipar (1855 – 1929)
- Fran Vatovec, časnikar in zgodovinar (1901, Gradišče ob Soči, Italija – 1976, Ljubljana)
- Mara Samsa, novinarka, pisateljica, učiteljica (1906, Trst – 1959, Golnik)
- Jožef Zazula, publicist, pesnik in fotograf (1919, Zagreb – 1999, Zagreb)
- Branimir Žganjer, pisatelj, prevajalec in klasični filolog (1919, Zagreb – 1999, Zagreb)
- Anton Martin Slomšek, pesnik, nabožni pisatelj, pedagoški delavec, narodni buditelj, teolog, duhovnik in škof (1800, občina Šentjur – 1862, Maribor)
- Marija Zorko, (1779, Brdce, občina Vojnik)
- Josip Brinar, pisatelj in učitelj (1874, Hrastnik – 1959 , Celje). Služboval v Vojniku (pisal članke za učiteljski list Popotnik).
- Štefan Kušar, duhovnik (1910, Zgornja Brežnica – 2002, Celje). Služboval v župniji Črešnjice; občina Vojnik.
- Dalibor Bori Zupančič, slikar, literat, glasbenik, terapevt (1949, Celje). Bil je terapevt v psihiatrični bolnišnici Vojnik.
- Alojz Vicman, duhovnik (1949, Lovrenc na Pohorju). Služboval v Vojniku kot duhovnik.
- Jurij Djordje Bojanović, predsednik PGD Vojnik (1918, Bosna – 2003 , Celje). Služboval v Vojniku.
- Avguštin Čerenak, častni poveljnik PGD Vojnik in prejemnik zlatega grba (1940, občina Vitanje). Službuje v Vojniku.